# THE GUY PERRYMAN SHOW
『THE GUY PERRYMAN SHOW』（ザ・ガイ・ペリマン・ショー）は、interfmで2017年11月1日から放送されているラジオ番組。Radio NEOでも2019年12月2日から2020年6月30日までの期間放送されていた。

## 概要
これまでVance Kが担当していた『The Vance K Show』の後番組として、長野美郷の『Tokyo Brilliantrips』の放送時間を繰り下げたうえで放送開始。
DJのGuy Perrymanはそれまで日曜の『LHR - London Hit Radio - UK & Europe Direct』を担当していたが、帯番組に復帰した。
2019年7月からは『Tokyo Brilliantrips』の枠を吸収して約5時間の生放送に拡大した。
また、2019年12月からはTom Dufleitがナビゲートしていた『Sound Satellite』の終了に伴い、名古屋地区でも10時から飛び乗る形で放送開始。『OH! MY MORNING!』の終了に伴い、12月末からフルネットに踏み切ったが、Radio NEOの閉局に伴い、2020年6月30日をもって名古屋地区での放送を終了した。
2021年1月より放送時間を6:00 - 7:30に移動するとともに、渡辺が降板。また生放送から録音放送に変更された。
Guy Perrymanが一身上の都合で、一時、オーストラリアへ帰国する事となり、2022年1月31日から暫く放送を休止し、その間通常は5時台のみの音楽フィラー番組「MORNING VIEW」を拡大させて対応した。同年3月1日より復帰し、番組も再開。
2023年1月より週1回、金曜日のみの放送に放送曜日が縮小されるかわりに、再び生放送番組となった。
2023年4月より金曜の生放送が26分拡大（30分前倒しでスタートし、4分前倒しで終了）。また姉妹番組として収録番組の『THE GUY PERRYMAN MIX -Non Stop Flight-』がスタートし、2023年10月現在は平日 6:00 - 6:52に放送されている。
2024年10月よりMUSIClockの終了に伴い再度月 - 金枠での生放送を再開したが、同年11月より金曜にはMUSIClockの後身番組「MUSIClock+」が編成されることになったため、月 - 木までの放送となった。

## 放送時間

### 現在
interfm
- 月曜 - 木曜 7:00 - 8:50（2024年11月4日 - ）

### 過去
InterFM897
- 月曜 - 金曜 7:00 - 10:00（2017年11月1日 - 2019年6月28日）
- 月曜 - 木曜 7:00 - 11:56、金曜 7:00 - 10:51（2019年7月1日 - 2020年2月28日）
- 月曜・水曜・木曜 7:00 - 11:56、火曜 7:00 - 11:42、金曜 7:00 - 10:51（2020年3月2日 - 5月29日）
- 月曜・火曜 7:00 - 11:42、水曜・木曜 7:00 - 11:56、金曜 7:00 - 10:51（2020年6月1日 - 7月31日）
- 月曜 - 水曜 7:00 - 10:44、木曜・金曜 7:00 - 11:00（2020年8月3日 - 10月30日）
- 月曜 - 木曜 7:00 - 10:44、金曜 7:00 - 11:00（2020年11月6日 - 12月31日）
- 月曜 - 金曜 6:00 - 7:30（2021年1月1日[1] - 2022年3月31日）
- 月曜 - 金曜 5:00 - 6:56（2022年4月1日 - 12月30日）
- 金曜 7:30 - 10:39（2023年1月6日 - 3月31日）
- 金曜 7:00 - 10:35（2023年4月7日 - 2024年9月27日）
- 月曜 - 金曜 7:00 - 8:50（2024年10月1日 - 10月31日）

Radio NEO
- 月曜 - 木曜 10:00 - 11:56、金曜 10:00 - 10:51（2019年12月2日 - 12月27日）
- 月曜 - 木曜 7:00 - 11:56、金曜 7:00 - 10:51（2019年12月30日 - 2020年2月28日）
- 月曜・水曜・木曜 7:00 - 11:56、火曜 7:00 - 11:42、金曜 7:00 - 10:51（2020年3月2日 - 5月29日）
- 月曜・火曜 7:00 - 11:42、水曜・木曜 7:00 - 11:56、金曜 7:00 - 10:51（2020年6月1日 - 6月30日）

## パーソナリティ

### 現在
- Guy Perryman

### 代打
- ケリー隆介（2019年11月11日 - 14日[3][注釈 4]）
- 加藤円夏（2019年11月15日[3][注釈 4]）

### 過去
- クリスウェブ佳子（アシスタント、木・金担当、8時台以降、2017年11月2日 - 2019年6月28日[4]）
- 渡辺麻耶（アシスタント、月～木担当[注釈 5]、8時台以降、2017年11月1日 - 2020年12月31日[1]）

## タイムテーブル

### 現在
2022年7月現在
- 5:00 オープニング
- 5:30 - 5:39 Public Service Announcement
- 5:40 - 5:50 Bringing Back Peace - Essential Guide to Living in Japan[注釈 6][5]
- 6:00 - 6:12 HOKTO presents きのこ with Summer Days（水）
- 6:12 - 6:15 Public Service Announcement - 横浜市
  - 番組中に随時、News Media Check、インタビューなどのコーナーを放送

### 過去
月曜～木曜
- 07:00 オープニング
- 07:05 Weather Check
- 07:10 News Media Check
- 07:18 Global Chart Check
- 08:00 8時台オープニング（アシスタント登場）
- 08:03 GPS体操
- 08:10 News Media Check
- 08:35 Transmission Tokyo
- 08:52 - 09:00 New Fire!! - 石倉ノア
- 09:00 9時台オープニング
- 09:10 News Media Check
- 09:20 Three Piece Suits
- 10:15 - 10:30 897 HOTPICKS PLAYLIST
- 10:30 GPS Magazine／Causette.Joli presents Radio Beauté（第2月曜のみ）
- 10:51 - 11:00 New Fire!! - 石倉ノア
- 11:15 - 11:30 897 HOTPICKS PLAYLIST
- 11:55 エンディング

金曜
- 07:00 オープニング
- 07:05 Weather Check
- 07:10 News Media Check
- 07:18 Global Chart Check
- 08:00 8時台オープニング
- 08:10 News Media Check
- 08:30 GPS Magazine
- 08:52 - 09:00 New Fire!! - 石倉ノア
- 09:00 9時台オープニング
- 09:10 News Media Check
- 09:20 Three Piece Suits
- 10:15 - 10:30 897 HOTPICKS PLAYLIST
- 10:50 エンディング